# Bugs Bunny: Lost in Time
Bugs Bunny: Lost in Time — компьютерная игра в жанре платформера, разработанная Behaviour Interactive и изданная Infogrames в 1999 году. Игра вышла на платформах PlayStation и Microsoft Windows. В основу сюжета легли персонажи мультфильмов Looney Tunes производства Warner Bros. Entertainment. Главный герой, Багз Банни, попадает во временную аномалию и должен собрать часы, чтобы вернуться в настоящее.
В ноябре 2000 года вышло непрямое продолжение игры — Bugs Bunny & Taz: Time Busters.

## Игровой процесс
Игровой процесс строится вокруг сбора часов. Для продвижения по сюжету игрок должен завершать уровни и выполнять различные задания. На уровнях игрок может находить часы, расположенные в открытых местах, а также золотые морковки. При накоплении достаточного количества часов или золотых морковок становятся доступны новые этапы или временные эпохи, служащие центральными локациями игры. Перемещение между ними осуществляется с помощью машины времени. Противники в игре, как правило, не представляют серьёзной угрозы. Некоторых можно победить ударом или прыжком, других необходимо заставить преследовать Багза до их изнеможения, после чего атаковать сзади. По мере прохождения игры Мерлин обучает Багза дополнительным способностям.
Игровой мир разделён на пять временных эпох, доступных через машину времени. Это каменный век, эпоха пиратов, 1930-е годы, средневековье и измерение Икс. Всего в игре 21 уровень. На каждом уровне игрок может найти различное количество символов часов и золотых морковок. Обычные морковки, встречающиеся на уровнях, служат показателем здоровья Багза. Персонаж может нести до 99 морковок одновременно. По завершении уровня появляется Мерлин, предлагая игроку возможность сохранить игру.

## Сюжет
Главным героем игры является Багз Банни, персонаж мультсериала Looney Tunes. По сюжету Багз, направляясь в Писмо-Бич, сбивается с пути в Альбукерке и обнаруживает машину времени. Приняв её за автомат с морковным соком, Багз активирует устройство и оказывается в месте под названием Нигде (англ. Nowhere). Там он встречает волшебника Мерлина Монро, который сообщает Багзу о том, что тот потерялся во времени. Для возвращения в настоящее Багзу необходимо пройти через пять исторических эпох, собирая символы в виде часов и золотые морковки.

## Разработка
В начале 1998 года компания Infogrames приобрела права на выпуск видеоигр с использованием персонажей Looney Tunes.
В конце 2017 года на YouTube появились скриншоты бета-версии игры, обнаруженные на немецком демонстрационном диске «PlayStation Zone Volume 3». Видеоматериалы с бета-версией нескольких уровней, включая каменный век и средневековье, были также представлены на диске «PlayStation Zone Volume 7».

## Критика
| Сводный рейтинг        | Сводный рейтинг           |
| Агрегатор              | Оценка                    |
| ---------------------- | ------------------------- |
| GameRankings           | 68,33 % (PS) 53,75 % (ПК) |
| Иноязычные издания     |                           |
| Издание                | Оценка                    |
| AllGame                | (PS) · (PC)               |
| EGM                    | 4,5/10                    |
| Game Informer          | (PS) 5,25/10              |
| GameSpot               | (PS) 7,8/10 (PC) 6,1/10   |
| IGN                    | (PS) 7,8/10<              |
| OPM                    | (PS)                      |
| PC Zone                | (PC) 24 %                 |
| Australian Playstation | (PS) 61/100               |
| Gamers' Republic       | (PS) C-                   |
| Playstation Plus       | (PS) 60 %                 |
| Playstation Pro        | (PS) 79/100               |

Игра получила смешанные отзывы критиков. По данным агрегатора GameRankings, версия для PlayStation была оценена на 68,33 %, а версия для PC — на 53,75 %. Крейг Харрис, обозреватель IGN, заключил: «В игре нет ничего плохого — она просто стандартна. Это отличный выбор для поклонников Looney Tunes, так как содержит множество отсылок к мультфильмам их детства и более поздним работам. Существуют и лучшие платформеры, но Lost in Time — достойный представитель жанра».